# Saxgodingar instrumentalt
Saxgodingar instrumentalt är ett instrumentalt album från 1981 av det svenska dansbandet Thorleifs.

## Låtlista
1. "Die Fogelsong"
2. "Sealed with a Kiss"
3. "Seemann"
4. "Home on the Range"
5. "Jag ska måla hela världen lilla mamma"
6. "All I Have to Do Is Dream"
7. "Dröm är dröm & saga saga"
8. "Vid en liten fiskehamn"
9. "Roses Are Red"
10. "Diana"
11. "Red Sails in the Sunset"
12. "Release Me"
13. "Så skimrande var aldrig havet"
14. "Only Sixteen"